# Westhead
Westhead är en by i Lancashire i England. Byn är belägen 54,1 km 
från Lancaster. Orten har 898 invånare (2015).